# جيني نيستروم (رسامة)
جيني نيستروم (بالسويدية: Jenny Nyström)‏ هي رسامة ورسامة توضيحية ورسامة كارتون سويدية، ولدت في 13 يونيو 1854 في  في السويد، وتوفيت في 17 يناير 1946 في Bromma Parish ‏ في السويد.

## معرض صور

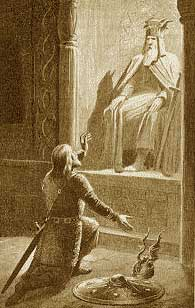
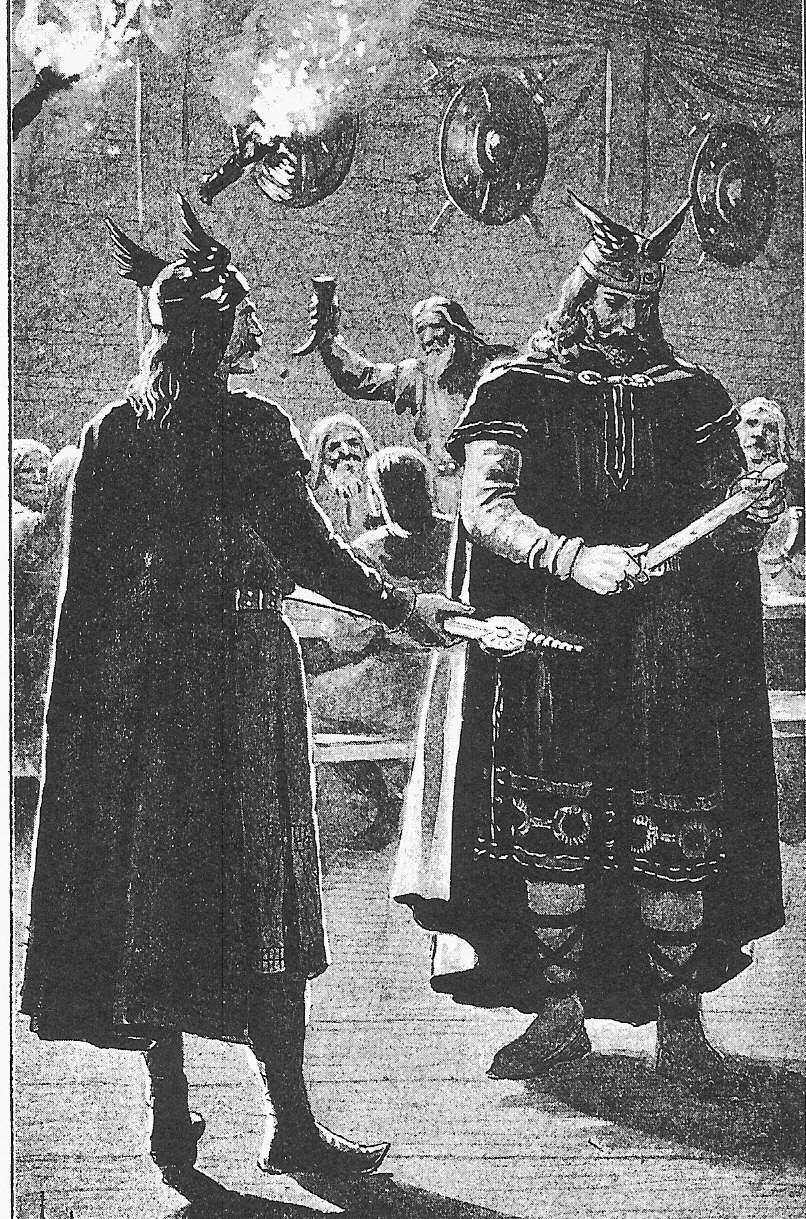
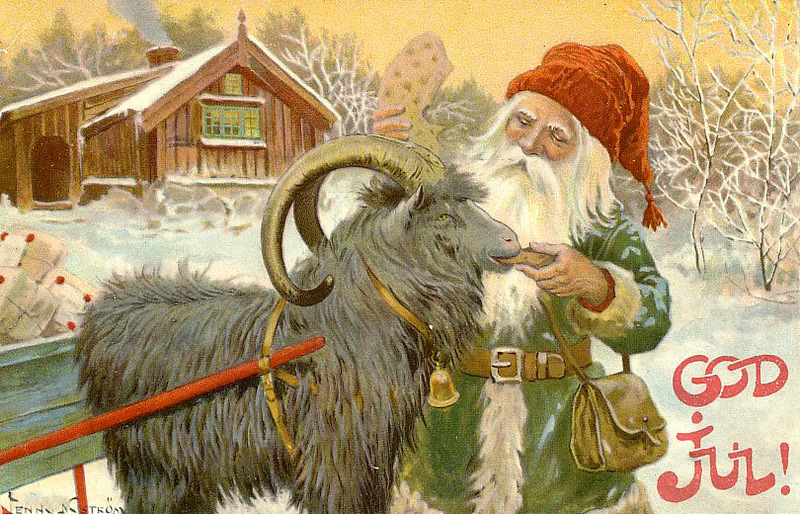
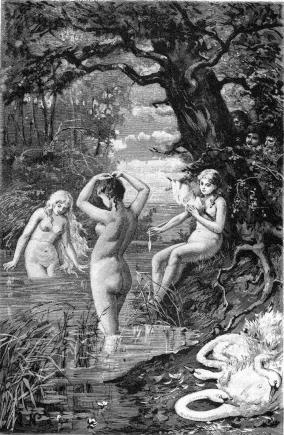
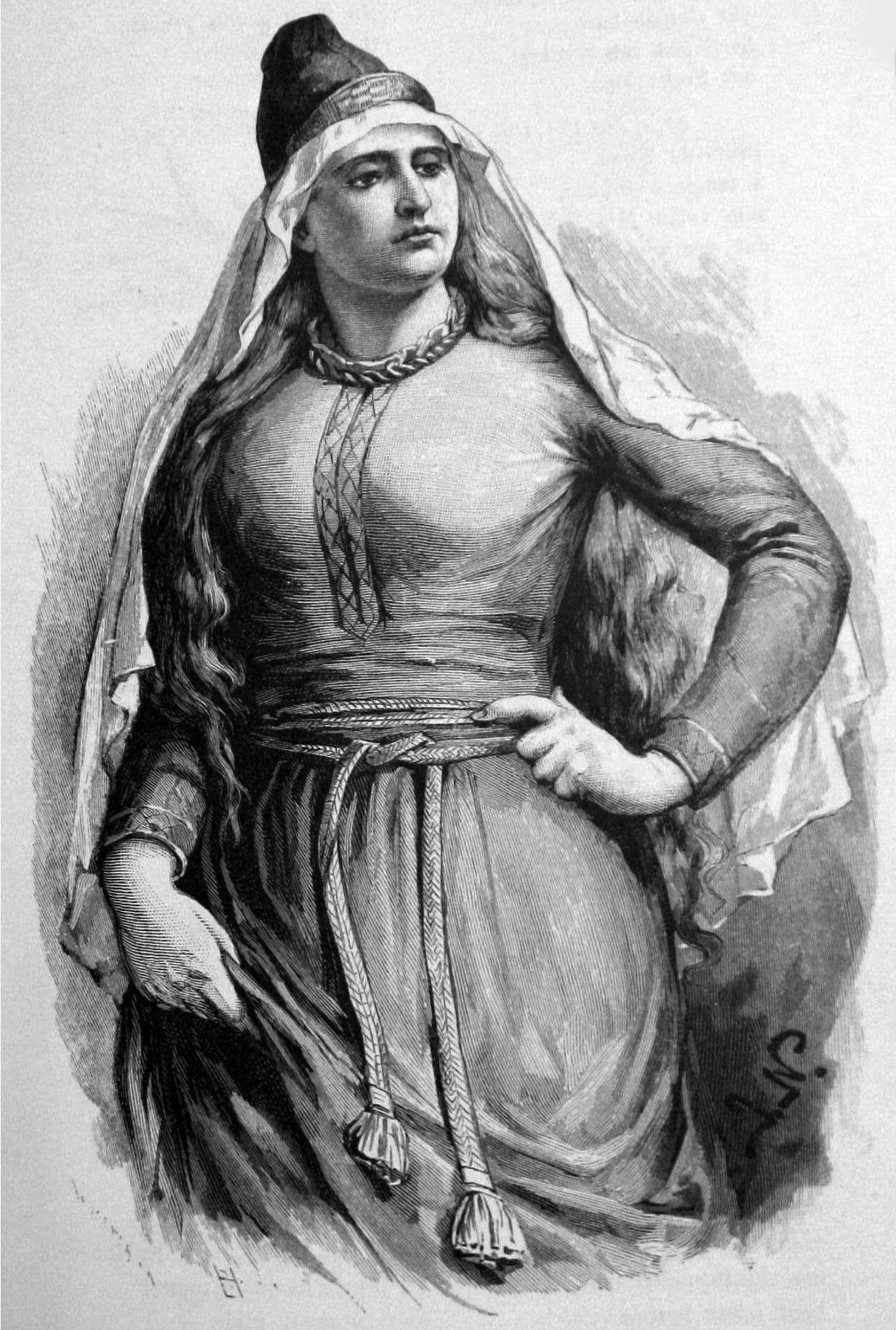
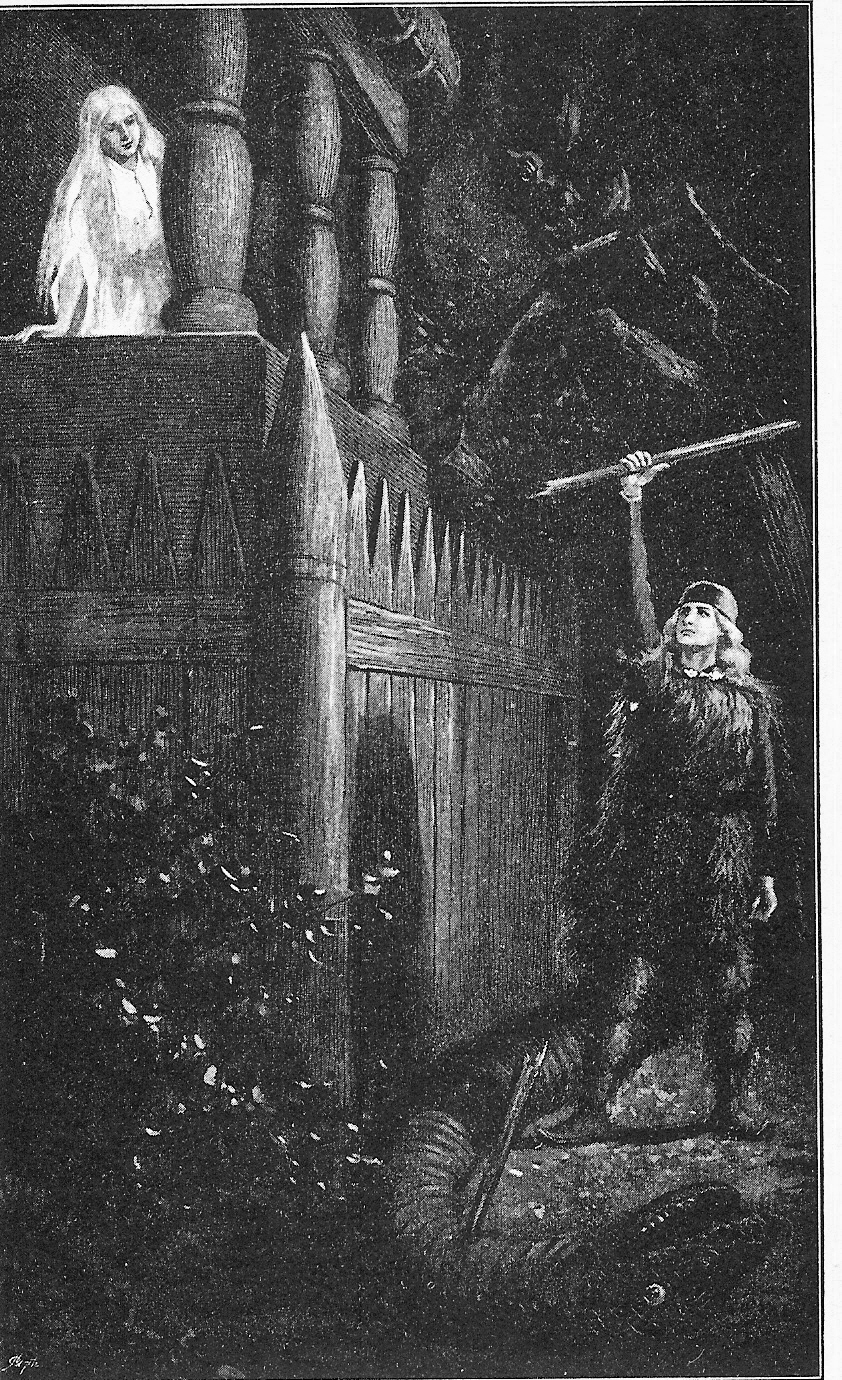

## وصلات خارجية
- جيني نيستروم على موقع ميوزك برينز (الإنجليزية)
- جيني نيستروم على موقع ديسكوغز (الإنجليزية)